# کاریشکینو
کاریشکینو (به لاتین: Karyshkino) یک منطقهٔ مسکونی در روسیه است که در باشقیرستان واقع شده‌است.